# Bodor Kálmán
Bodor Kálmán (Kolozsvár, 1886. május 17. – Sülelmed, 1960. január 30.) magyar agrármérnök, mezőgazdasági szakíró.

## Életpályája
A kolozsvári Gazdasági Akadémián szerzett agrármérnöki képesítést. Alkalmi munkatársa volt a Magyar Nép című hetilapnak, főmunkatársa az Erdélyi Gazdának. Cikkei főleg a gyógynövények gyűjtését, termesztését és értékesítését népszerűsítették.

## Kötetei
- A három holdas gazdának is meg kell élnie  (az ÁGISZ kiadása, Hasznos Könyvtár 1. Brassó 1935);
- Gyógynövények gyűjtése és értékesítése  (az EMGE kiadása, Kolozsvár, 1940);
- Vadontermő gyógynövények (1957).[1]